# 설중한도행 : 왕의 길
《설중한도행 : 왕의 길》(雪中悍刀行)은 2021년 방송되었던 중국의 드라마이다. 국내 OTT 비플릭스에서 볼 수 있다. 바로가기

## 줄거리
- 오만 방자한 북량 왕세자 서봉년은 세상의 비방을 받고 새롭게 태어났다. 그는 멀고도 험한, 살기가 동반되는 강호를 꿋꿋이 헤쳐나갔고 그 과정에서 부자를 약탈하여 가난한 백성을 돕고 악을 벌하고 선을 도모하며 무술을 끊임없이 향상시켰다. 또한 수많은 정의로운 친구들을 사귀고 무림 협객이 되었으며 나라에 내우외환 반란이 일자 서봉년은 서가군을 이끌고 반란을 진압하고 잃어버린 땅을 되찾고 나라를 지키는 호국장군으로 성장하였다.

## 등장 인물
- 장뤄윈 - 서봉년 역
- 리겅시 - 강니 역
- 후쥔 - 서효 역
- 장톈아이 - 남궁북야 역
- 문영산 (Janice Man) - 서위웅 역
- 이념 (李念) - 서지호 역
- 둥제 - 오소 역
- 류페이치 - 이의산 역
- 영재삼 (榮梓杉) - 서용상 역
- 멍쯔이 - 홍서 역
- 가오웨이광 - 진지표 역

## 참고 사항
- 중국 현지에서 방송을 앞두고 채널차이나에서 VOD저작권을 구입했다 국내 방송일자는 내년 5월9일 이다
- 극중 서봉년과 남궁북야 역을 맡은 장뤄윈과 장톈아이는 애정진화론 이후 3년만에 재회하였다.